# Wilhelm (bateau, 1824)
Pour les articles homonymes, voir Wilhelm.
Le Glattdecker Wilhelm, surnommé Seeschneck, est considéré comme le premier bateau à vapeur en service régulier sur le lac de Constance. Il a été construit en 1824 avec le soutien du royaume de Wurtemberg sous l'impulsion du roi Guillaume Ier de Wurtemberg, qui lui a donné son nom.

## Histoire

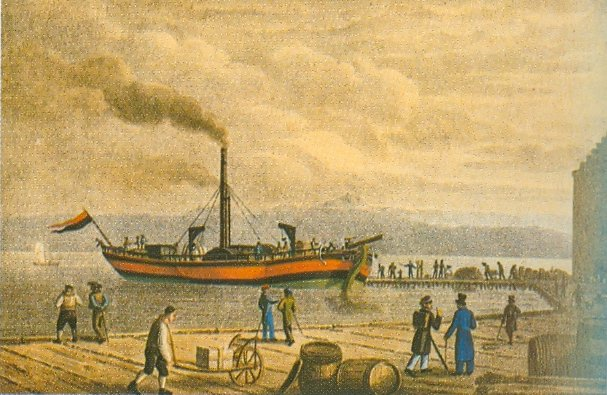
Le Wilhelm à Friedrichshafen, peinture d'Eberhard Emminger, vers 1825

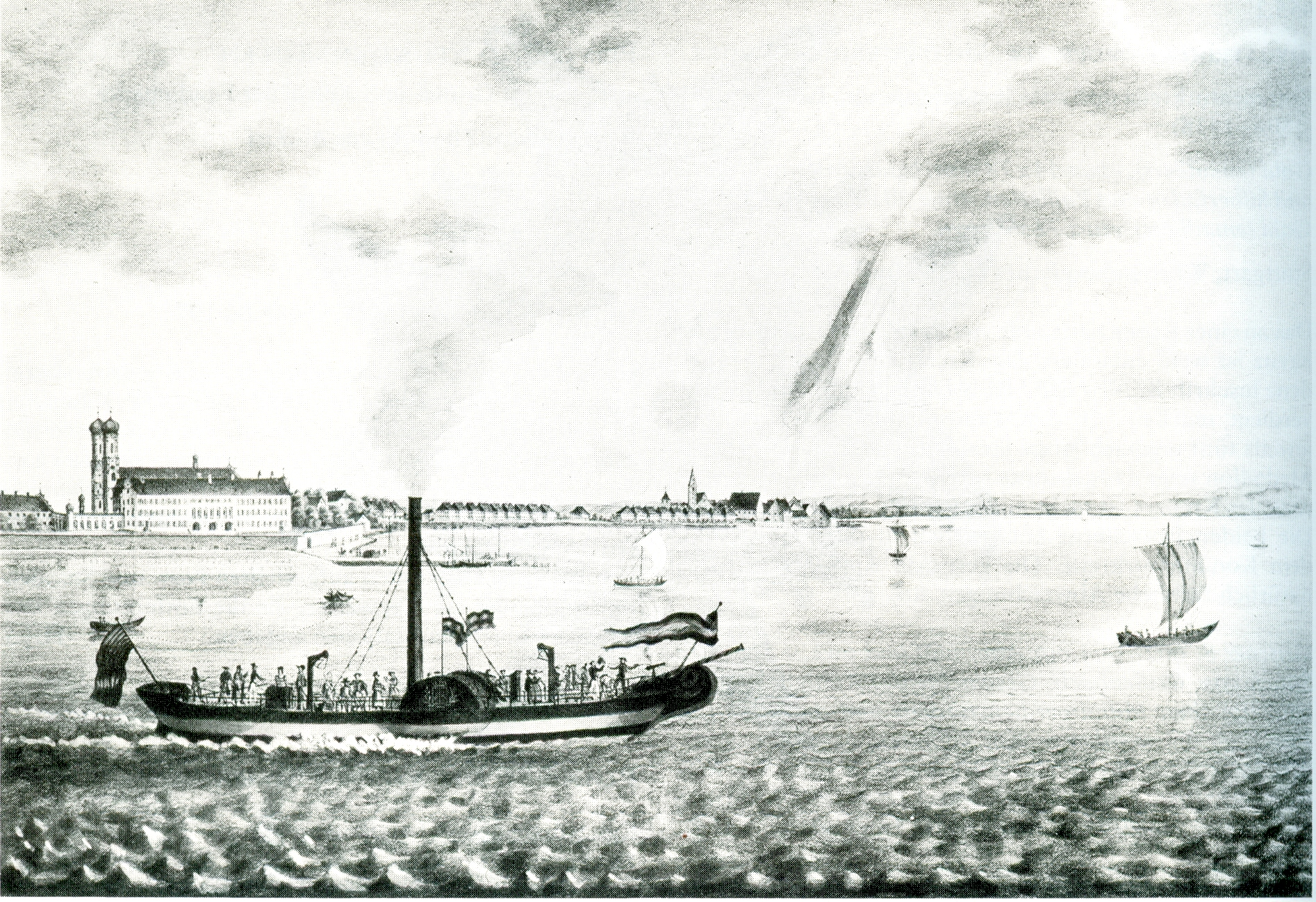
Le bateau à vapeur Wilhelm vers 1825 devant l'abbaye de Hofen et la ville de Friedrichshafen

Après l'échec de la tentative de 1818 avec le Stephanie (de) pour introduire la navigation à vapeur sur le lac de Constance, personne, notamment en Bade, n'osa utiliser cette nouvelle technologie de propulsion pour les navires pendant plusieurs années.
L'éditeur stuttgartois Johann Friedrich Cotta, inspiré par Edward Church, consul des États-Unis à Bordeaux, et par le banquier et industriel de textiles de Constance David Macaire d'Hoggner (de), proposa au roi Guillaume Ier de Wurtemberg de créer une navigation régulière sur le lac de Constance. Edward Church avait déjà fait construire en mai 1823 le premier bateau à vapeur suisse, le Guillaume Tell, sur le lac Léman. Le roi se montra enthousiaste, et la construction d'un bateau à vapeur commença en 1824. Le 10 novembre 1824, le Wilhelm fut mis en service et baptisé en l'honneur du roi. Le Wilhelm assurait une liaison régulière entre Friedrichshafen et Rorschach/Romanshorn, créant ainsi la première connexion régulière de bateaux à vapeur sur le lac de Constance.

Le navire avait une coque en bois. En 1829, les vibrations de la machine à vapeur avaient tellement endommagé cette coque qu'elle dut être réparée avec du chêne provenant de la forêt royale. En 1847, un autre bateau à vapeur, le Königin von Württemberg (de), fut mis en service à Friedrichshafen, et un an plus tard, le Wilhelm vieillissant fut retiré du service et démoli. Un nouveau bateau à vapeur, également nommé Wilhelm (de), fut construit en 1851.